# Helgeandshuset i Skänninge
Helgeandshuset i Skänninge var ett helgeandshus i Skänninge. Huset nämns 1331 som nybyggt. Man antar att det har legat i stadens sydöstra utkant, vid Järnvägsparken. Möjligen kan en stengrund söder om Vårfrukyrkan markera platsen för huset.

## Föreståndare
- Petrus av Skänninge (död 1349)